# The First (Fernsehserie)
The First ist eine Science-Fiction-Serie nach einer Idee von Beau Willimon und erzählt die fiktive Geschichte der ersten bemannten Mission zum Mars. Die acht Folgen umfassende erste und einzige geplante Staffel war ab 14. September 2018 auf Hulu gezeigt worden.
Die Serie wurde nach einer Staffel abgesetzt.
In Deutschland ist die Serie ab 7. März 2019 bei MagentaTV der Deutschen Telekom zu sehen.

## Handlung
Eine Gruppe von Astronauten wird unter der Leitung von Laz Ingram auf eine Marsmission vorbereitet. Sie sollen die ersten Menschen auf dem Planeten sein. Die Crew muss sich auf allerlei Gefahren bei der Mission vorbereiten, doch am Ende könnten sie als Helden in die Geschichte der Menschheit eingehen.

## Besetzung
| Schauspieler       | Bild              | Rolle                      | Hauptrolle (Folgen) | dt. Synchronisation |
| ------------------ | ----------------- | -------------------------- | ------------------- | ------------------- |
| Sean Penn          | Sean Penn         | Tom Hagerty                | 8 Episoden          | Tobias Meister      |
| Natascha McElhone  | Natascha McElhone | Laz Ingram                 | 8 Episoden          | Marion Musiol       |
| LisaGay Hamilton   | Lisa Gay Hamilton | Kayla Price                | 8 Episoden          |                     |
| Anna Jacoby-Heron  |                   | Denise Hagerty             | 8 Episoden          |                     |
| Hannah Ware        | Hannah Ware       | Sadie Hewitt               | 8 Episoden          | Wicki Kalaitzi      |
| Keiko Agena        |                   | Aiko Hakari                | 8 Episoden          | Nicole Hannak       |
| Rey Lucas          |                   | Matteo Vega                | 8 Episoden          | Benjamin Stöwe      |
| James Ransone      |                   | Nick Fletcher              | 8 Episoden          | Armin Schlagwein    |
| Brian Lee Franklin |                   | Lawrence                   | 8 Episoden          |                     |
| Oded Fehr          | Oded Fehr         | Eitan Hafri                | 8 Episoden          | Gerrit Hamann       |
| T.C. Matherne      |                   | Jason                      | 6 Episoden          | Sascha Werginz      |
| Jeannie Berlin     |                   | Cecily Burke (Präsidentin) | 3 Episoden          |                     |

## Entstehung
Die Serie wurde vom US-amerikanischen Streaming-Anbieter Hulu und dem britischen Fernsehsender Channel 4 produziert.
Sean Penn spielt den ehemaligen NASA-Astronauten Tom Hagerty, der sich an der Mission zur Besiedlung des Mars beteiligt. Es wird für Penn die erste Hauptrolle in einer Fernsehserie sein. Die Schauspielerin LisaGay Hamilton übernahm die Rolle von Kayla Price. Natascha McElhone spielt Laz Ingram.
Ende Juli 2018 wurde ein erster Trailer vorgestellt.

## Kritiken
„The First ist nicht das, was sich viele von der Serie versprechen dürften. Statt einem spannenden Science-Fiction-Abenteuer serviert uns der Chefautor Willimon über weite Phasen dieser ersten Staffel oft nur schmalziges Familiendrama. Es geht weniger um die Herausforderungen der Reise zum Mars selbst, sondern eher um die inneren Konflikte der Reisenden, die nicht einmal besonders nachvollziehbar vorgetragen werden.“